# (20087) 1994 PC7
A (20087) 1994 PC7 a Naprendszer kisbolygóövében található aszteroida. Eric Walter Elst fedezte fel 1994. augusztus 10-én.